# Estilo Luis XIV

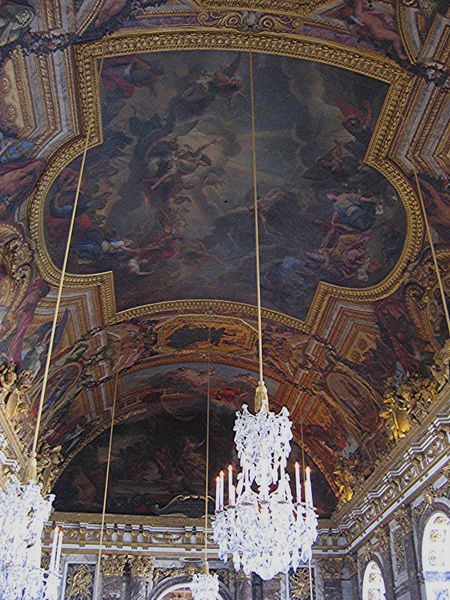
Plafond de la galerie des glaces de Versalles, de Charles Le Brun.

El estilo Luis XIV es un estilo especialmente de mobiliario que predominó durante el reinado de Luis XIV de Francia, llamado "El Rey Sol" (1638-1715).
La protección a las artes que ejerció Luis XIV fue una faceta de su acción política. Los escritores Moliére y Racine, el músico Lully o el pintor Rigaud ensalzaron su gloria, como también las obras de arquitectos y escultores. El nuevo y fastuoso Palacio de Versalles, obra de Luis Le Vau, Charles Le Brun y André Le Nôtre, fue la culminación de esa política. Al trasladar allí la corte (1682), se alejó de la insalubridad y las intrigas de París, y pudo controlar mejor a la nobleza. Versalles fue el escenario perfecto para el despliegue de pompa y para la sacralización del soberano. 

## Características del estilo Luis XIV
El estilo Luis XIV se caracterizó por un mobiliario cada vez más lujoso, pero contrariamente a los estilos precedentes no se inspiraba en la arquitectura.
Se distinguían dos clases de muebles: el d'apparat ("de aparato"), ricamente ornado de placages e incrustaciones, de madera maciza dorada, y el bourgeois ("burgués"), en madera maciza. La simetría era absoluta, y las dimensiones ostentosas. Las fuentes de los motivos eran italianas y antiguas (Rome victorieuse, gracieuse, Jules César, etc.) Los panneaux tenían un estilo característico: podían ser échancrés en las cuatro esquinas, en las dos superiores y cintrés o incluso cintrés à ressauts. Las patas se realizaban en balustres o en consoles. Los entretoises pasaron de la forma en H a la forma en X. La marquetería conoció un importante desarrollo con la marqueterie Boulle (André-Charles Boulle).

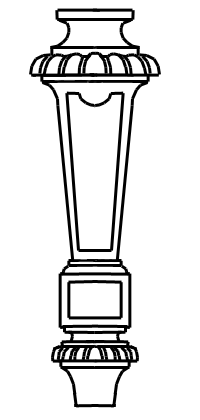
Pied en balustre.
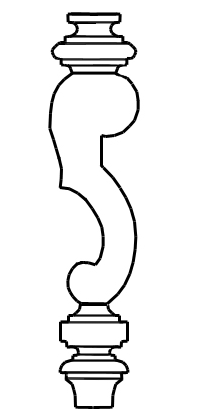
Pied en console.
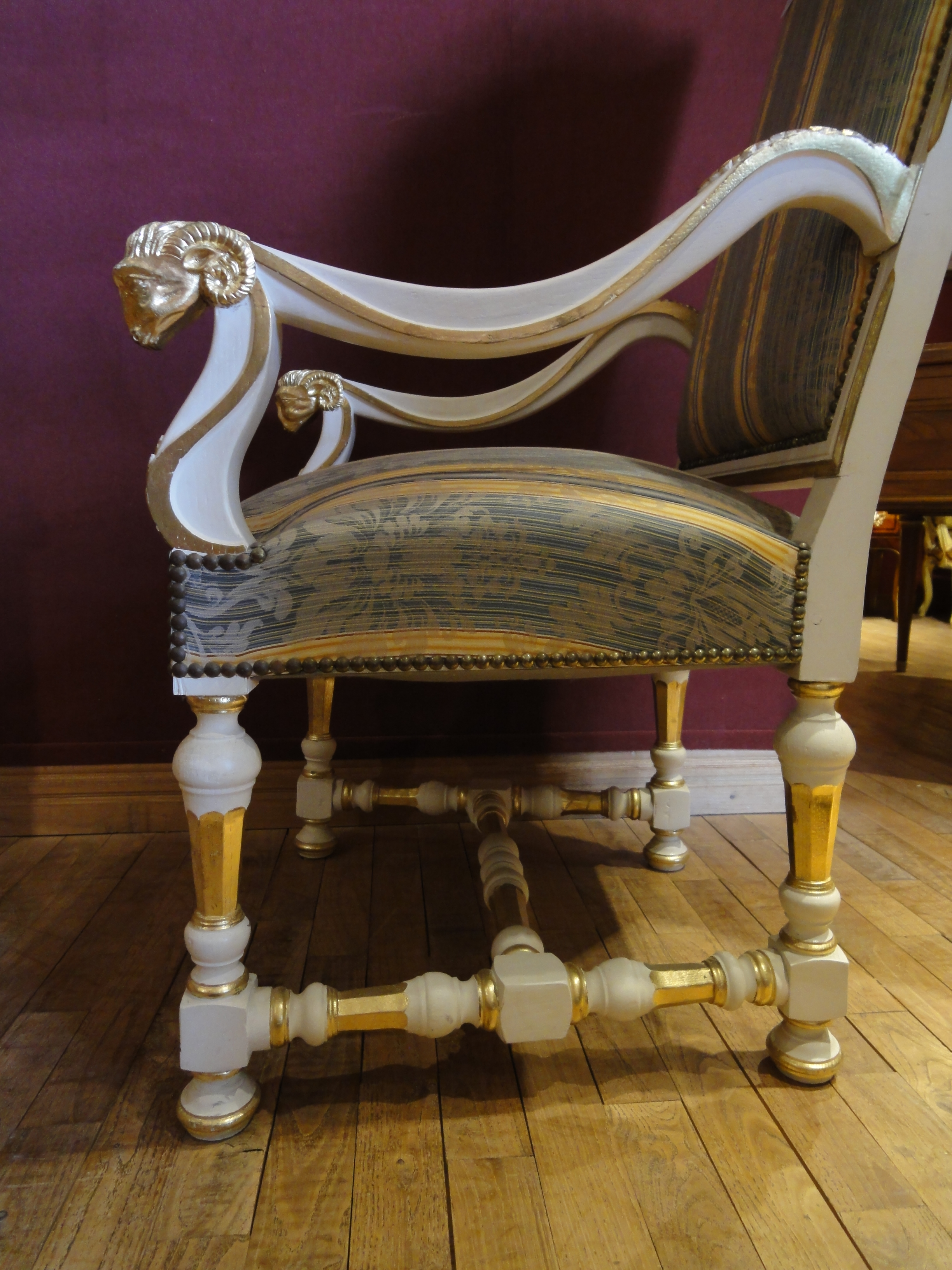
Detalle de fauteuil.
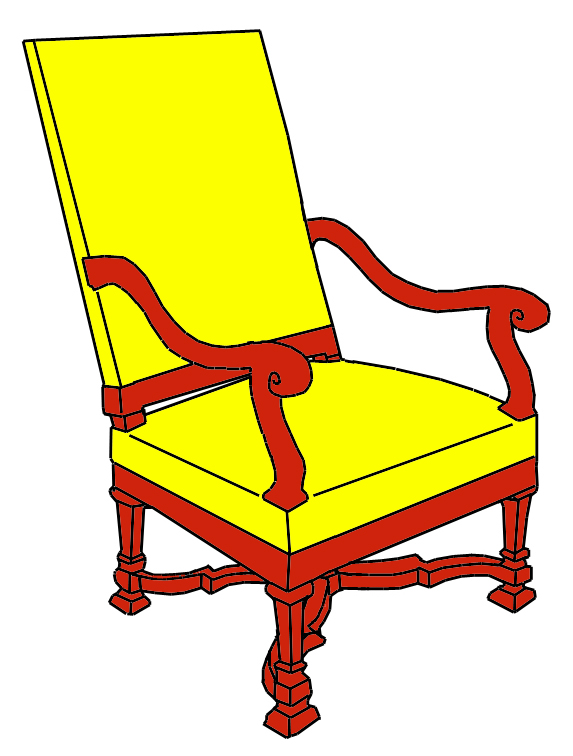
Fauteuil "Luis XIV".
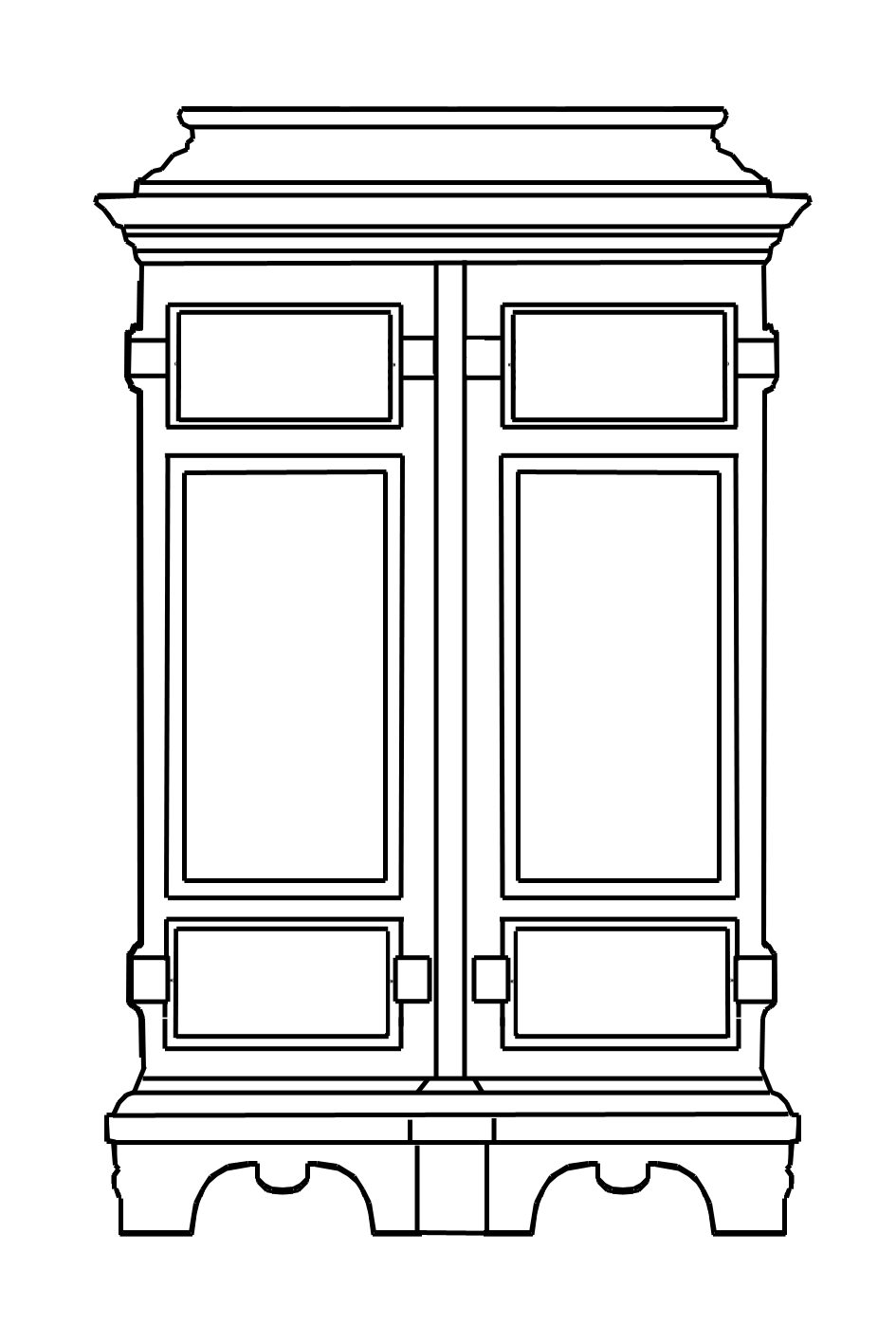
Armario tipo Boulle.
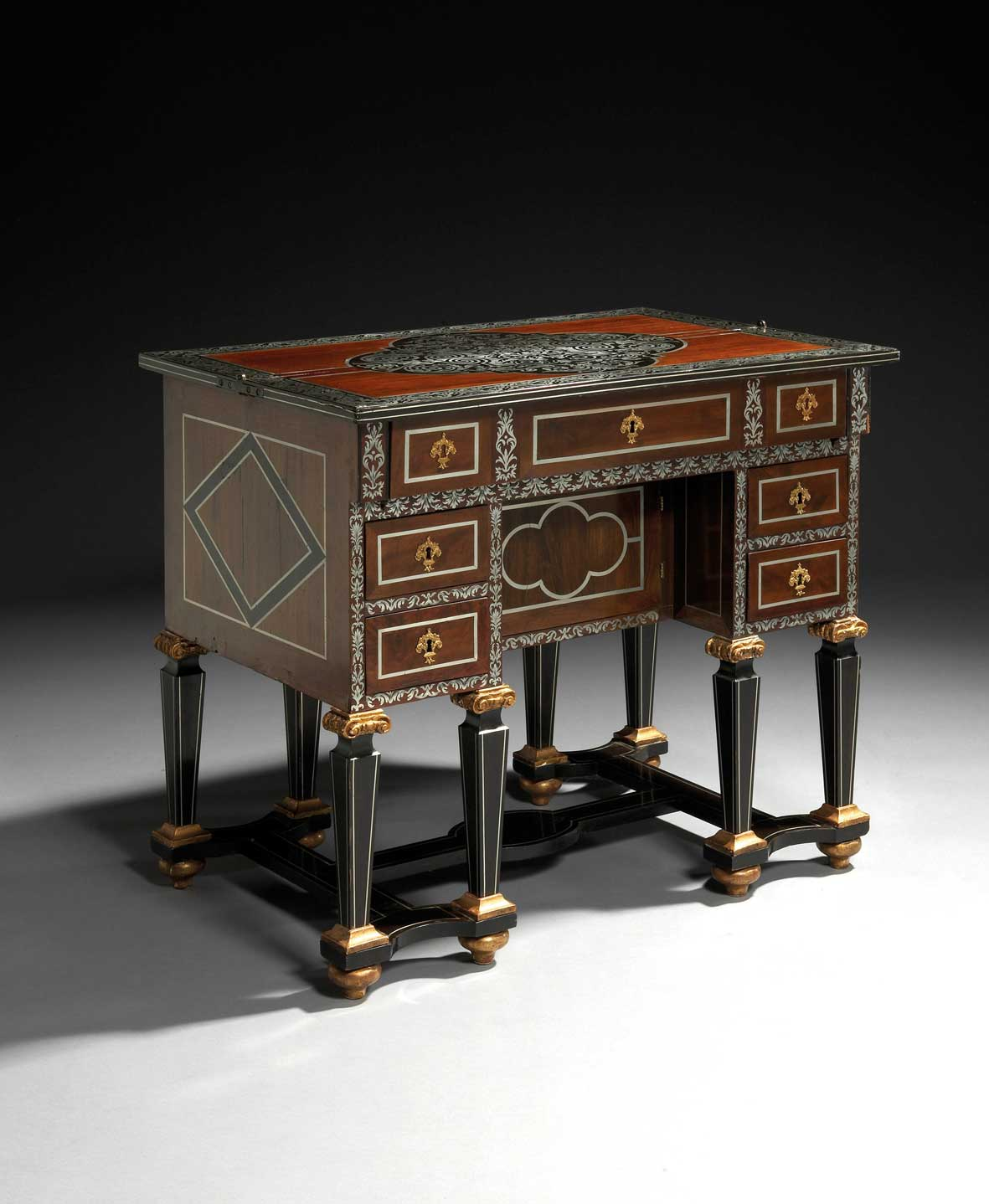
Cabinet o bureau Mazarin.
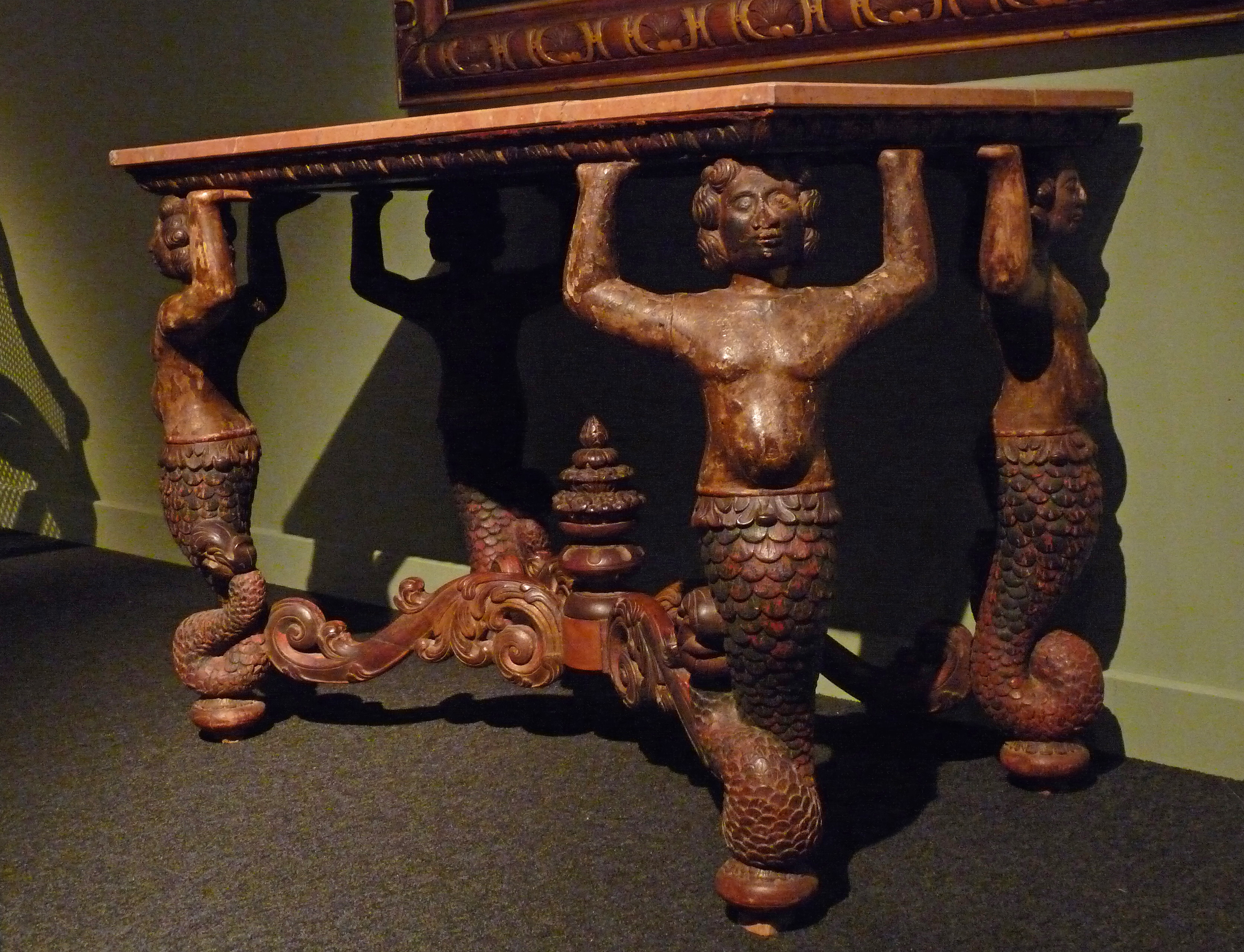
Mesa de los tritones.

Conjugando la estética barroca (triunfal y majestuosa) y clasicista (solemne y heroica), el estilo Luis XIV se consideraba particularmente adecuado para expresar el absolutismo borbónico. Alcanzó su madurez entre 1685 y 1690, bajo Charles Le Brun, que dirige la decoración de la galerie des glaces ("galería de los espejos") de Versalles, y de Colbert, que en 1662 compra para la Corona la manufacture des Gobelins, donde organiza, bajo el nombre de Manufacture Royale des Meubles de la Couronne, la producción de mobiliario destinado a las residencias reales, un perfecto ejemplo de manufactura real "colbertista".
La obra de Boulle testimonia la excelencia alcanzada por el artesanado y la ebanistería de la época. Adoptando el estilo ideal de Le Brun, con repertorio clásico, creó muebles que expresaban la grandeur ("grandeza") que se pretendía. Su técnica, bautizada con su nombre, designa un tipo de marquetería compuesta de écaille de tortue ("escama de tortuga") de latón, esmalte y marfil. Es característica la vibración de la luz sobre las superficies, junto con la gran variedad de galbes et courbes de los muebles y la riqueza de los materiales.
En el cambio de siglo, las composiciones Boulle se impregnaron del estilo del gran decorador Jean Bérain que, junto a Pierre Lepautre, aportó una nueva viveza a las artes decorativas, liberándolas del clasicismo solemne exigido por Le Brun y evolucionando hacia el estilo Regencia (ya en época del Rococó).
El mueble más característico del estilo Luis XIV fue el fauteuil ("sillón"), además de camas, consolas (con dos o tres filas de cajones, un modelo creado en los años 1690), mesas, espejos, guéridons (tableros redondos con trípodes de madera finamente esculpida y dorada, también llamados torchères) y los grandes armarios (de planta rectangular, cornisa saliente y molduración compleja). El bureau es una evolución del cabinet, con uno de sus mejores ejemplos en el bureau Mazarin.